# Daniela Condurache
Daniela Condurache (n. 23 mai 1956, Stâncești, România) este o cântăreață română de muzică populară.

## Biografie
Aceasta a început să cânte de la vârsta de 3 ani, iar talentul l-a moștenit de la părinții săi care cântau extraordinar. Pentru că s-a născut aproape de Ipotești, locul în care a copilărit marele poet român Mihai Eminescu, aceasta a preferat să își păstreze portul și graiul acestei zone.
Studiile le-a urmat la Școala de muzică din Botoșani.

## Activitate
Solistă de valoare a nordului Moldovei, Daniela Condurache a debutat la TV în anul 1975, iar ulterior a cântat alături de Orchestra Populară "Rapsozii Botoșanilor" încă din anii '80. De a lungul carierei artistice a mai colaborat și cu alte ansambluri și orchestre renumite, precum, Ansamblul "Ciprian Porumbescu" din Suceava,  Ansamblul "Ciocârlia" al Ministerului Administrației și Internelor, Orchestra Națională "Lăutarii" din Chișinău. 
De-a lungul anilor a cucerit publicul din România cu glasul său, la care se adaugă, negreșit, românii  din diaspora, pe care solista i-a bucurat de nenumărate ori cu muzica sa născută pe meleagurile Moldovei. 
De peste 30 de ani are frecvente apariții la emisiunile folclorice ale TVR.
A câștigat Festivalul – Concurs Național al Interpreților Cântecului Popular Românesc „Maria Tănase” și a fost cap de afiș la numeroase spectacole cu specific folcloric, precum „Gala Folclorului Românesc – Dansul, Muzica și Portul”.

## Discografie
| Titlul albumului                | Anul lansării | Casa de producție | Cod          |
| ------------------------------- | ------------- | ----------------- | ------------ |
| Am venit și eu la joc           | 1985          | Electrecord       | ST-EPE 02800 |
| Ciobănașul, ca la noi ‎          | 1988          | Electrecord       | ST-EPE 03459 |
| Romanțe și cântece de petrecere | 1994          | Vivo              | VR 015       |
| La gardul cu harțapele          | 1995          | Electrecord       | EPE 04373    |
| Măi Bădiță, măi Gheorghiță      | 1996          | Electrecord       | STC 001136   |
| Trandafir de la Moldova         | 1996          | Alpha Sound       | MC AL 010    |
| Îs din țara paielor             | 2017          | Ana Sound         | -            |